# British Comedy Awards 2012

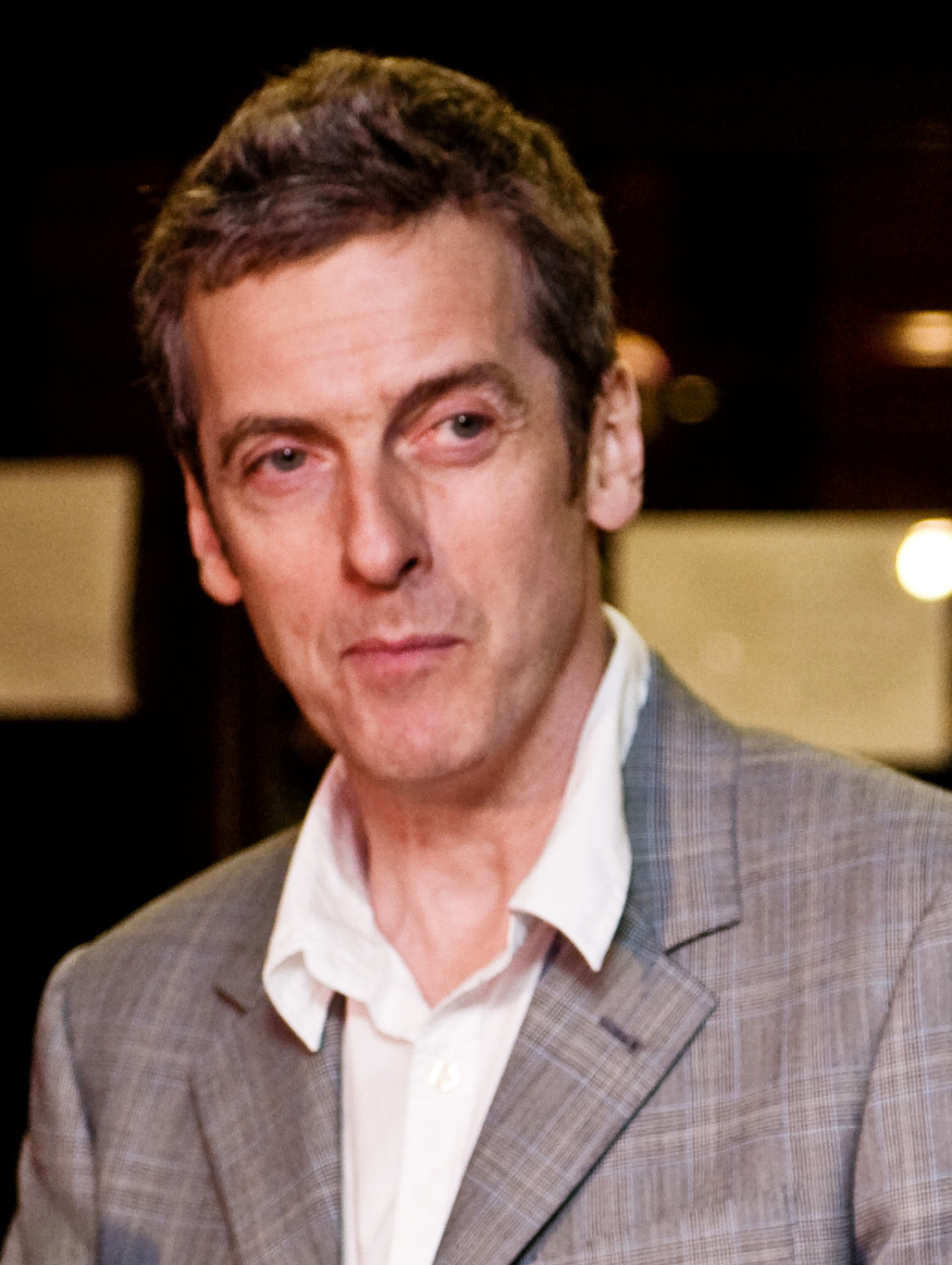
Peter Capaldi, najlepszy telewizyjny aktor komediowy

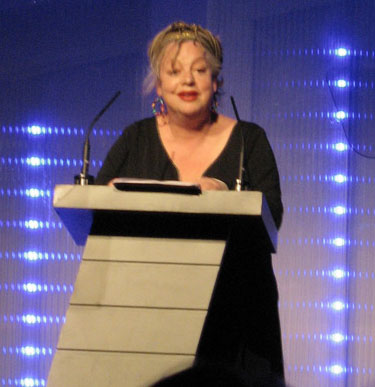
Jo Brand, najlepsza komiczka

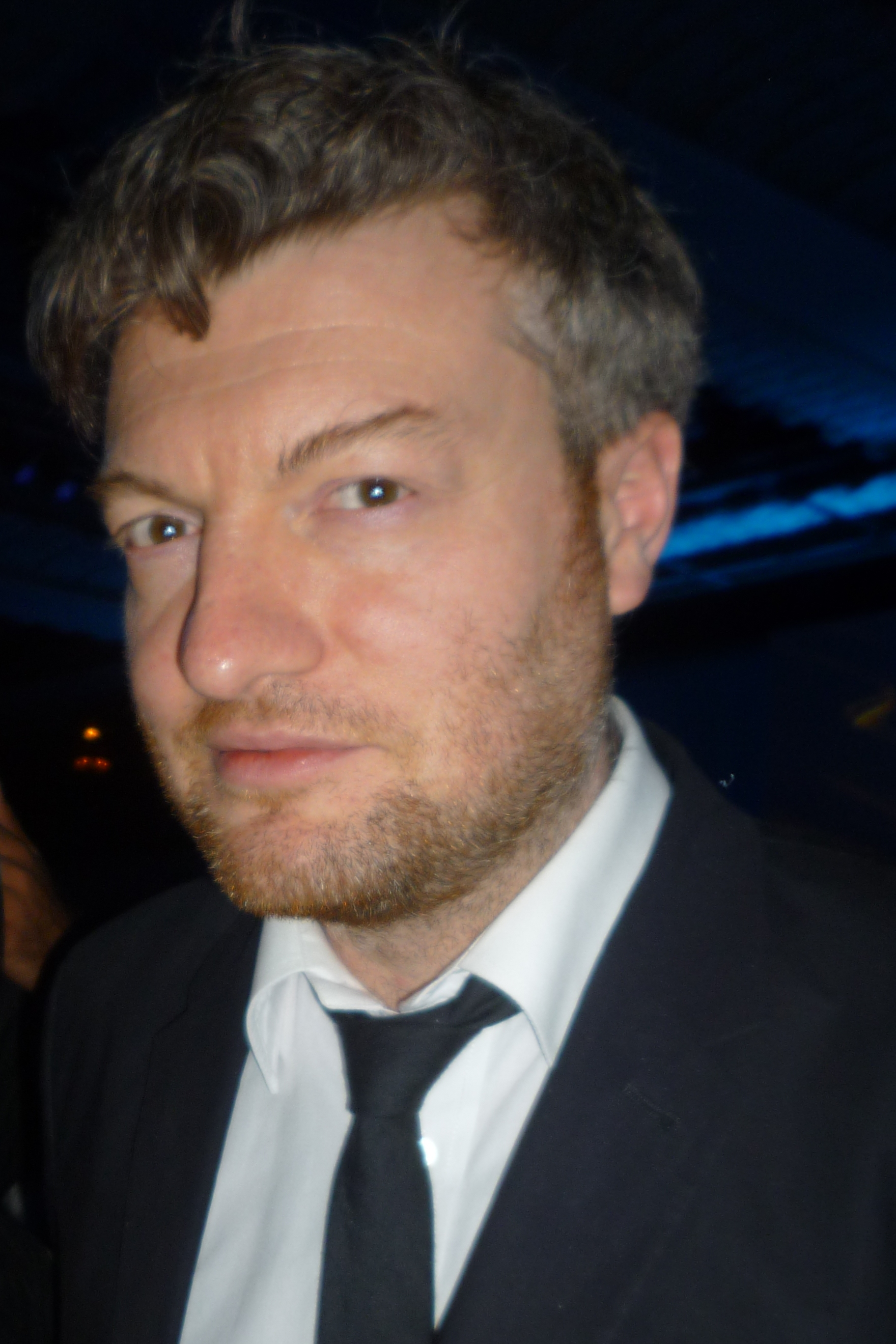
Charlie Brooker, najlepsza osobowość w komedii i rozrywce

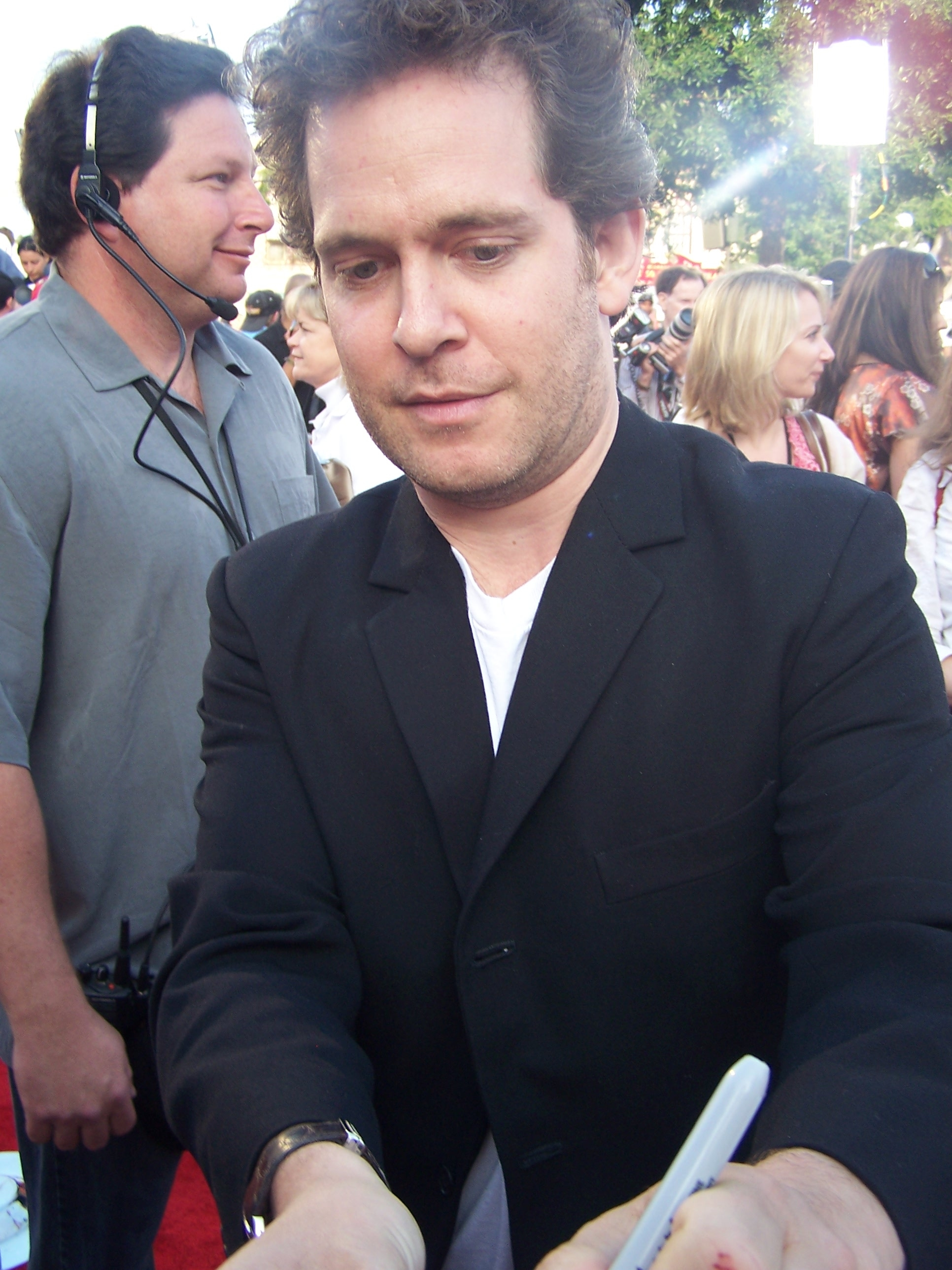
Tom Hollander, nominowany do nagrody dla najlepszego aktora komediowego

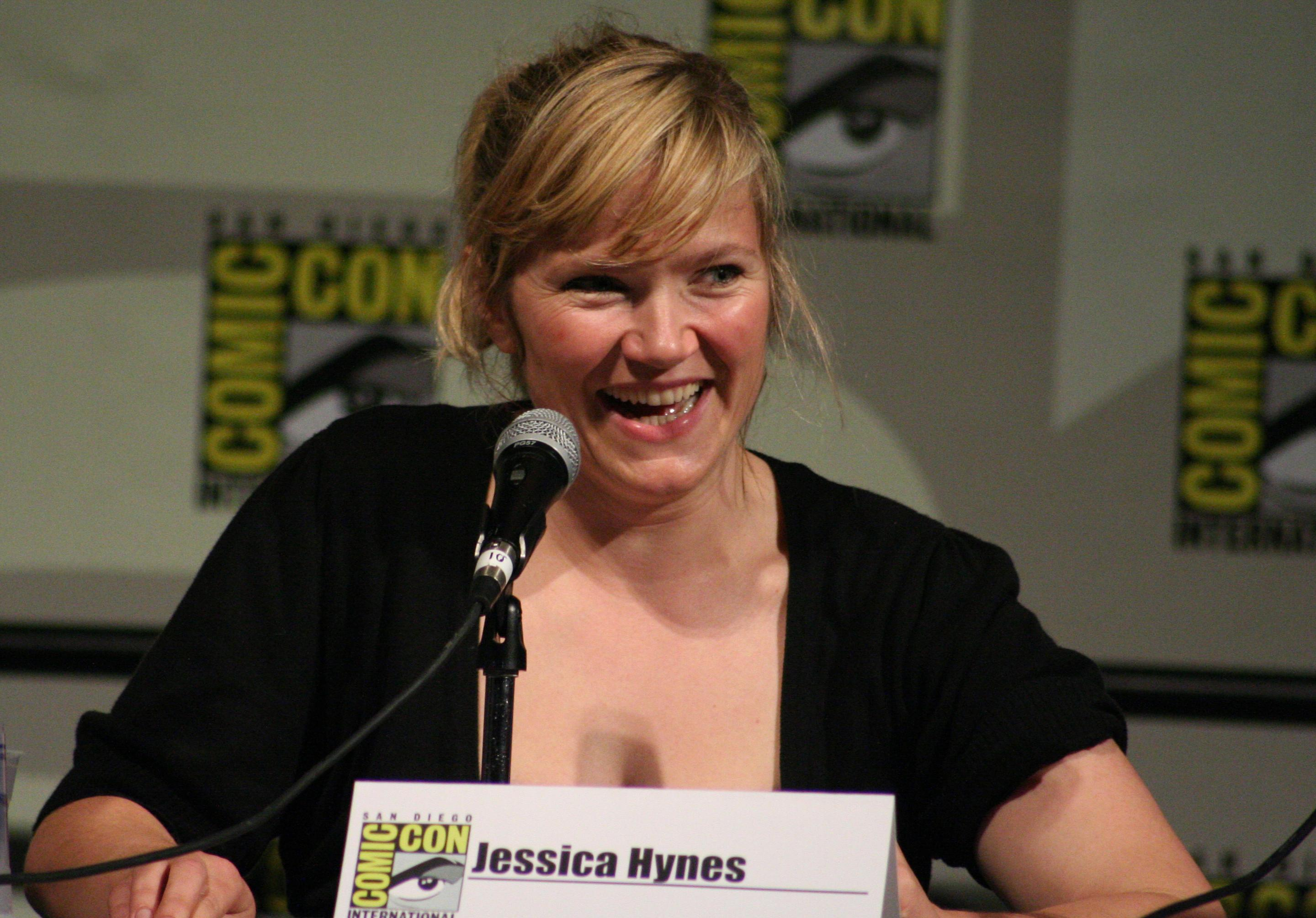
Jessica Hynes, nominowana do nagrody dla najlepszej aktorki komediowej

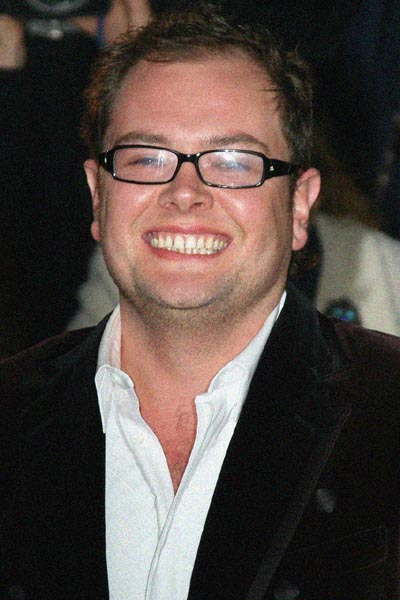
Alan Carr, nominowany do tytułu Króla Komedii

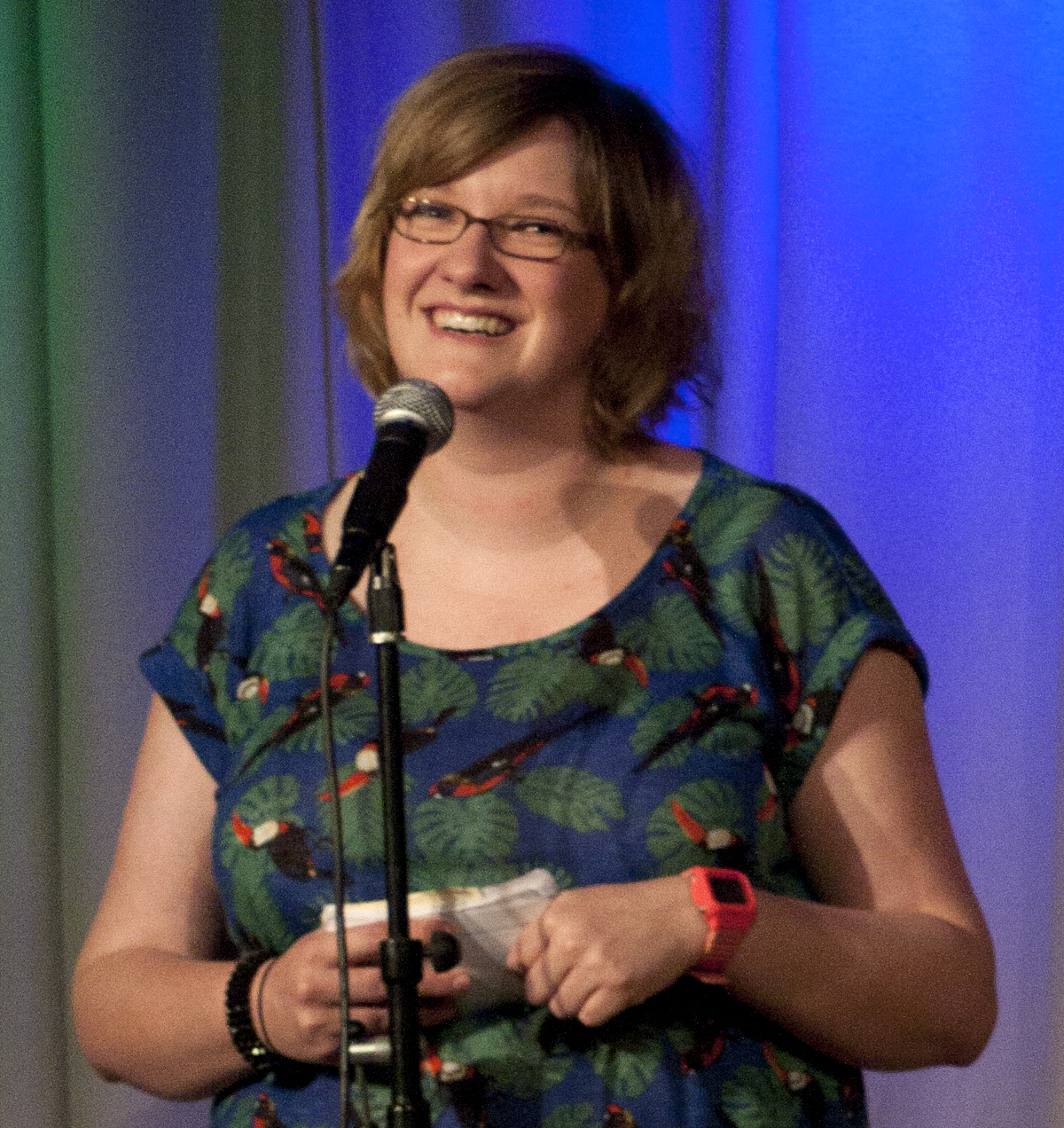
Sarah Milican, nominowana do tytułu Królowej Komedii, który zdobyła już w 2011 roku

British Comedy Awards 2012 – dwudziesta trzecia edycja nagród British Comedy Awards i zarazem trzecia przeprowadzona według nowych reguł, przyjętych podczas reformy Nagród w 2010 roku. Rozdanie nagród odbyło się tradycyjnie w grudniu w Londynie. Galę, podobnie jak w poprzednich latach, prowadził Jonathan Ross, a obszerną relację telewizyjną nadała stacja Channel 4.
W regulaminie wprowadzono jedną istotną zmianę - po raz pierwszy nominowani w kategoriach aktorskich zostali wyróżnieni za konkretne role, a nie za całość swojej pracy w mijającym roku. W związku z tą modyfikacją reguł Olivia Colman jako pierwsza osoba w historii Nagród otrzymała w jednym roku dwie nominacje w tej samej kategorii, ponieważ doceniono zarówno jej pracę w serialu Rev, jak i w Twenty Twelve. 

## Lista laureatów i nominowanych

### Król/Królowa Komedii (Nagroda Publiczności)
- Nagroda: Jack Whitehall
- Pozostali nominowani:
  - Alan Carr
  - Lee Mack
  - Sarah Millican
  - David Mitchell
  - Graham Norton

### Najlepszy program komediowo-rozrywkowy
- Nagroda: Harry Hill's TV Burp
- Pozostali nominowani:
  - Alan Carr Chatty Man
  - Celebrity Juice
  - The Graham Norton Show

### Najlepszy sketch show
- Nagroda: Cardinal Burns
- Pozostali nominowani:
  - Facejacker
  - Horrible Histories
  - Very Important People

### Najlepszysitcom
- Nagroda: Hunderby
- Pozostali nominowani:
  - Rev
  - The Thick of It
  - Twenty Twelve

### Najlepszy nowy program komediowy
- Nagroda: Hunderby
- Pozostali nominowani:
  - Alan Patridge: Welcome to Places in My Life
  - Cardinal Burns
  - Moone Boy

### Najlepszy telewizyjny aktor komediowy
- Nagroda: Peter Capaldi za The Thick of It'
- Pozostali nominowani:
  - Hugh Bonneville za Twenty Twelve
  - Steve Coogan za Alan Patridge: Welcome to Places in My Life
  - Tom Hollander za Rev

### Najlepsza telewizyjna aktorka komediowa
- Nagroda: Rebecca Front za The Thick of It
- Pozostałe nominowane:
  - Jessica Hynes za Twenty Twelve
  - Olivia Colman za Rev
  - Olivia Colman za Twenty Twelve

### Najlepszy telewizyjny komik
- Nagroda: Lee Mack
- Pozostali nominowani:
  - David Mitchell
  - Harry Hill
  - Sean Lock

### Najlepsza telewizyjna komiczka
- Nagroda: Jo Brand
- Pozostałe nominowane:
  - Nina Conti
  - Sarah Millican
  - Sue Perkins

### Najlepsza osobowość w komedii i rozrywce
- Nagroda: Charlie Brooker
- Pozostali nominowani:
  - Graham Norton
  - Stephen Fry
  - Graham Norton

### Najlepszy debiut komediowy
- Nagroda: Morgana Robinson
- Pozostali nominowani:
  - Nina Conti
  - David Rawle
  - Seb Cardinal & Dustin Demri-Burns

### Nagroda Brytyjskiej Gildii Scenarzystów dla najlepszego scenarzysty komediowego
Nagrodę otrzymał duet komediowy Vic Reeves i Bob Mortimer.

### Nagroda specjalna Brytyjskiej Akademii Komedii za wybitne osiągnięcia
Nagrodę otrzymał Sacha Baron Cohen. 